# Prodidomus amaranthinus
Espèce
Synonymes
- Enyo amaranthina Lucas, 1846
- Miltia diversa O. Pickard-Cambridge, 1872
- Miltia letourneuxi Simon, 1880

Prodidomus amaranthinus est une espèce d'araignées aranéomorphes de la famille des Prodidomidae.

## Distribution
Cette espèce se rencontre dans le bassin méditerranéen.

## Description
Les mâles mesurent de 2 à 2,7 mm et les femelles de 3 à 4 mm.

## Systématique et taxinomie
Cette espèce a été décrite sous le protonyme Enyo amaranthina par Lucas en 1846. Elle est placée dans le genre Clotho par Walckenaer en 1847, dans le genre Miltia par Simon en 1870 puis dans le genre Prodidomus par Simon en 1884.
Miltia diversa et Miltia letourneuxi ont été placées en synonymie par Cooke en 1964.

## Publication originale
- Lucas, 1846 : « Histoire naturelle des animaux articulés. » Exploration scientifique de l'Algérie pendant les années 1840, 1841, 1842 publiée par ordre du Gouvernement et avec le concours d'une commission académique, Sciences physiques, Zoologie, vol. 1, p. 89-271.